# Anhimella contrahens
Anhimella contrahens là một loài bướm đêm trong họ Noctuidae.